# Eveo S.A.
EVEO S.A. é uma empresa brasileira especializada em infraestrutura de tecnologia da informação (TI), com foco em servidores dedicados, nuvem privada, colocation gerenciado e soluções de edge private cloud. Fundada em 1998, a empresa opera no mercado corporativo com presença técnica em cinco regiões nacionais e uma operação internacional em Miami, nos Estados Unidos.

## História
A organização iniciou suas atividades em 1998 em Manaus, com o nome PointNET. Em 2003, lançou a marca NetRevenda.com. A marca EVEO foi oficialmente criada em 2014, ainda com foco em revenda de serviços de hospedagem.
Em 2014, a empresa vendeu a operação da Netrevenda para Locaweb, passando a focar exclusivamente em infraestrutura dedicada, focando na entrega de servidores dedicados, nuvem privada e ambientes críticos. A partir de 2020, passou por um processo de profissionalização de sua estrutura de gestão, expansão regional e internacional, e reposicionamento institucional.
Em 2025, lançou sua nova marca, reforçando o direcionamento estratégico para soluções de edge private cloud.

## Operações
A EVEO mantém operações em cinco regiões do Brasil e uma unidade internacional nos Estados Unidos. A rede é interligada por backbone próprio, com peerings diretos com IX.br, AWS, Azure, Google Cloud, Akamai, Cloudflare e outros provedores.
As regiões de operação dos Data Center são:
- SP1 e SP2 – Cotia e Osasco (SP)
- PR1 – Curitiba (PR)[9]
- CE1 – Fortaleza (CE)[10]
- PE1 – Recife (PE) – primeira cliente da Atlantic Data Centers[11]
- PB – João Pessoa (PB)[12]
- FL1 – Miami (EUA) – ativa desde maio de 2025[13][14][15]

Todos os data centers possuem classificação Tier III.

## Produtos e serviços
As soluções oferecidas incluem:
- Servidores dedicados - infraestrutura física sob demanda, indicada para aplicações corporativas.
- Colocation gerenciado - hospedagem de equipamentos de clientes com suporte operacional.
- Nuvem privada - ambientes virtualizados exclusivos em hardware dedicado.

- Data Center Virtual / IaaS OpenStack - para provisionamento de redes, roteadores, firewalls e servidores via painel próprio.

- Servidores em nuvem - servidor virtualizado executado em nuvem.
- Serviços complementares - backup como serviço (BaaS), banco de dados como serviço (DBaaS), armazenamento (STaaS), recuperação de desastres (DRaaS) e outros.

## Clientes
A companhia fornece infraestrutura a organizações de diferentes portes, incluindo empresas dos setores de tecnologia, logística, varejo, educação e indústria. Algns exemplos: Petronect, Loggi, Kroton, Argo Solutions, VarejOnline, SaaS, consultorias, e-commerces, agências digitais, plataformas educacionais

## Reconhecimentos
A EVEO possui certificações como Uptime Institute Tier III Design, ISG Provider Lens 2018: Estrela em ascensão, ISG 2023/2024: Leader em Managed Hosting, ISAE 3402: Relatórios de Garantia sobre Controles em uma Organização de Serviços, AICPA SOC e SOC 2, ISO 9001, ISO 20000-1, ISO 27001, ISO 27017, ISO 22301, ISO 27018, ISO 50001, PCI DSS. 
Também figura em rankings nacionais voltados ao crescimento de empresas privadas, como o Negócios em Expansão, realizado pela revista Exame em parceria com o BTG Pactual, e é certificada desde 2022 pelo Great Place to Work (GPTW): "Melhores Empresas para Trabalhar".